# S-Methylmethionin
S-Methylmethionin ist eine chemische Verbindung aus der Gruppe der chiralen Aminosäurederivate und ein Sulfonium-Betain. Die Substanz leitet sich vom Methionin ab, welches am Schwefelatom methyliert ist. Im biochemischen Kontext ist meist das (S)-S-Methylmethionin relevant, da es aus der ebenfalls in der (S)-Konfiguration vorliegenden Aminosäure Methionin gebildet wird. Kommerziell wird das Racemat, mit einem Chlorid-Gegenion, angeboten.
In der Literatur wurde es früher als Vitamin U („Anti-Ulcus-Vitamin“) bezeichnet, eine Vitaminwirksamkeit liegt aber nicht vor.

## Biosynthese
S-Methylmethionin entsteht aus Methionin durch Methylierung durch S-Adenosylmethionin (SAM). Der Vorgang wird durch eine Methyltransferase katalysiert, als Nebenprodukt entsteht S-Adenosylhomocystein.

## Vorkommen
S-Methylmethionin kann in Pflanzen nachgewiesen werden. Dazu zählen Tomaten, Spargel, Sellerie, Kohl und diverse Teesorten.